# (484613) Cerebrito
(484613) Cerebrito est un astéroïde de la ceinture principale.

## Description
(484613) Cerebrito est un astéroïde de la ceinture principale. Il fut découvert le 26 septembre 2008 à La Cañada par Juan Lacruz. Il présente une orbite caractérisée par un demi-grand axe de 2,32 UA, une excentricité de 0,19 et une inclinaison de 5,9° par rapport à l'écliptique.